# Осацький префектурний музей Тікацу-Асука
Осацький префектурний музей Тікацу-Асука (яп. 大阪府立近つ飛鳥博物館) — префектурний музей у м. Канані, префектура Осака, Японія. Відкритий у 1994 році. Музей присвячений знайомству з культурою кофунів і дослідженнями у цій області.
Будівля музею збудована у 1990–1994 роках за проектом японського архітектора Тадао Андо (нар. 1941); дата проекту 1989–1991.

## Опис
Регіон, в якому розміщується музей, розташований у південній частині префектури Осака і відомий 200 поховальними курганами, серед яких знаходяться імператорські мавзолеї і могили відомих історичних постатей, таких як принц Сьотоку (574–622) і дипломат Оно но Імоко (бл. поч. VII ст.). Музей присвячений знайомству з культурою кофунів і дослідженнями у цій області, також пропонує панорамні види на околишні кургани. Ступінчаста покрівля слугує видовим майданчиком, місцем для прогулянки, театром просто неба та штучним пагорбом.
Покрівля музею виконана у формі сходів із невеликим нахилом, вимощеними сотням тисяч кусків білого граніту, над яким височать три вежі із бетону сіро-попелястого кольору. Під сходами знаходиться музей, присвячений кофунам (поховальним курганам). 
- Дата проекту — грудень 1989–квітень 1991
- Дата будівництва — грудень 1991–листопад 1993
- Структура — 2 поверхи і 1 підвал, залізобетонна конструкція
- Площа забудови — 3,407 м²
- Загальна площа — 5,925 м²

## Експозиція
Виставкова зала поділена на три секції:
- Тікацу-Асука і міжнародний вплив
- Походження стародавнього царства
- Сучасна наука і культурна спадщина